# Вукајло Радоњић
Вукајло Радоњић, у записима и као Вукале, Вуколај I, Станишић, (Његуши, 1745 — 1764) био је гувернадур Црне Горе.

## Биографија
Брат је каснијег гувернадура Јована Радоњића и син гувернадура Станислава Радоњића, спомиње се као гувернадур од 1758. до 1764. године.
Пошто се у црногорској историографији избегава навођење Вукаjла Радоњића као гувернадура (како се не би успоставило сазнање о породици гувернадура Радоњића као династији, један од ретких историчара који се бави уопштено питањем гувернадура и гувернадурства у Црној Гори и настојећи да своје уверење да је Вукале Станишић - Радоњић „по свој прилици“ био гувернадур „око“ 1761. године, поткрепи бар неким аргументом, позива се на два извора:
- Један извор је Диплома гувернадура Јована Радоњића од 20. августа 1770.године, у којој се наводи да је:

 „По смрти же Станиславови титуловат и поздравлен син его старши Вуколае тем же чином гувернатурским и по смрти гувернатора Вуколаја титолован и поздрављен преузвишеним гувернатором брат је го манши њине частливо правлашти Јова“, или у преводу „по смрти Станислављевој именован је и поздрављен син његов старији Вукале, па је тим чином гувернадурским послие смрти гувернадура Вуколаја, добио титулу и поздрављен преузвишеним гувернадурством његов млађи брат, Јова (Јован Радоњић).“
Ова Диплома постоји и на италијанском језику и такође у преводу гласи да је послије Станислављеве смрти постављен за гувернадура „син му Вуколај, а иза смрти овог на то звање био је изабран његов брат, сада владајући Јован (ora il Regniante Giovanni.“
- Други извор Драгићевић налази у пресуди о измирењу Угљешића и Прентовића, „која је датирана 3. VI 1761. године у Брајићима, а потиче од Вукала Станишића “. Драгићевић каже да у Цетињском архиву није наишао на документ у коме је забележено звање овог Вукала Станишића, али сматра да то не доводи у питање чињеницу да је он био гувернадур. Уверење да је Вукале Станишић био гувернадур из породице Радоњић, он објашњава, с једне стране, тиме да су „све важније пресуде потписивали на првом месту гувернадури“ и с друге стране, тиме „да се Радоњићи често зову и Станишићи, па је вјероватно да и ова пресуда потиче од новоизабраног гувернадура, наследника Станиславова, Вуколаја или Вукала.“ На размишљање да поменути Вукале Станишић - Радоњић можда јесте био гувернадур, с тим што је његово гувернадурство „било кратког века“, Драгићевић наводи садржај једног чланка Марка Драговића, у коме се помиње неко писмо новога гувернадура Вукотића од 6. месеца 1762. године. Садржај тог писма је, наиме, мотивисао Драгићевића да обрати пажњу на још један моменат релевантан за смене на гувернадурској функцији у том периоду. У писму се, како наводи он, говори о томе да се у Русији налази група самозваних црногорских главара, међу којима и син Стана Поповића Радоњића, гувернадура умрлог у Петрограду, а унук Станише Попова, „који је себе назвао Станиславом Радоњићем.“ Држећи да су наводи тог Вукотићевог писма тачни, Драгићевић изводи закључак да је брат Вуколаја Станишића-Радоњића, којега је смрт спречила да дуже буде на функцији гувернадура, „незадовољан што је избор (у наслеђивању те функције) пао на Вукотића, а не на њега, покушао можда са још неколико незадовољника, да помоћу разних докумената и утицаја Русије дође до тог звања или до каквих награда.“ Међутим, Радоњићев одлазак је био из других личних потреба. Наиме, Вукале је хтео преузети оставштину његовог оца (Станислав је умро у Санкт Петербургу 1758.године, али је владика Василије Петровић помислио да овај Радоњић има некакве другачије намере око преузимања „земаљске власти“ у Црној Гори. Тек након две године владика Сава из манастира Стањевићи 5. јануара 1760. године пише писмо мајору Стефану Шаровићу- Петровићу (ожењеног иначе сестром гувернадура Станислава Радоњића, Катарином Радоњић), у којем се тачно види разлог одласка у Русију Вукала Радоњића.
- (На оригиналном изворном црногорском језику писмо гласи): Најпре у наслову писма стоји -

„Адреса: Високородном господину мајору Стефану Петровићу у Тријешће или где се нађе. Затим: Мајору Стефану Петровићу - Владика Сава, Стањевићи, 5. 1. 1760. Пресветли и високородни господине, господине мој мили. Разумели смо од господина Ђура Јовова да сте пријахали на Трст. Зато не мањкам испунити мој дуг и поздравити Ваше пресветло господство, који Вас жељно поздрављамо и умиљено, и Ваше господство, тако и вашу госпођу супругу, а нашу родицу, и поздрав и благословеније вам љубазно пишемо. И чудим се оволико времена па да нас не поздрависте једним малим листом. Заборавили сте нашу љубав коначно. То видим. А неки дураци просипали неправду на нас њиховим смрадним устима и њихова дела казивали и на мене говорили... А сад неки који тамо пођосте напунисте лажаху сву Русију. Ни се зна старијега, ни млађега, но све једнако. А што су мене неправдом проносили, нису мене него себе. А они су лагали како чрти. Сада дајем на знање Вашему господству како иде Вуколаје Станишић, исти родни син господина гувернатора Станислава Станишића, и његова браћа Вашему високороднију и вашој супрузи, а њиховој племеници и сународници, поради да им предате њихово имање: закладе, хаљине, аспре, медаље, све што је понио покојни гувернатор, отац исти Вуколајев, и све што је остало од њега. Он је његов исти син и његов наследник. И ја те молим, и Ваше господство и Вашу супругу, то му све очево дајте, зашто кад не бисте то дали, та би кућа и деца покојнога гувернатора пропала сасвим. Но кад Вас је Бог ту донео, то му предајте да даље не иде. А за друго ти не пишем, но ће ти исто казати све исти Станишић. Архиђакон Стефан одаје Вашем високородству поклон и поздрав. Тако и Вашој супрузи. И Вама желим свакога добра и поштења, и мир Христов, и благодет Божја са Вама да буде“
- Да Драгићевић није био једини који говори о „више о три гувернадура из породице Радоњић“, потврђују и аутори Историје Црне Горе (Станојевић и Васић). Наиме, они кажу да је на народном Збору на Цетињу 17. X 1767. године, на коме јеу присуству четири хиљаде људи, или сваког одраслог -Црногорца, свечано прочитана Шћепана Мало порука из Маина, у којој “самозванац“ поставља услове црногорским главарима (потпуни мир, протеривање убица лопова изван земље и друго) под којим ће им дозволити да га посете, такође изабран гувернадур Црне Горе, младић Јоко Станишић - Радоњић, брат погинулог гувернадура Вукала”. Вукале се у овој књизи, дакле, убраја у гувернадуре. Њени аутори не негирају тачност навода у поменутој Дипломи гувернадура Јована Радоњића, на коју се Драгићевић позива, не оспоравају ни његово писање о пресуди од 3. VI 1761. године, на којој је био потпис Вукала Станишића, не кажу ни да Вукале Станишић није Вукале Радоњић, т.ј. да се Радоњићи понекад потписују као Станишићи.
- У осврту на једну Представку Луке Радоњића руском конзулу Стремоухову у Дубровник, с краја 1856. године, у којој се спомиње Вуколај I, „претходник гувернадура Јована“, Драгићевић каже: „Када сам радио Монографију о гувернадурима (1925.године) претпостављао сам, да је он могао бити кратко време гувернадур. Та моја претпоставка заснивала се на једном податку из Регистра Цетињског архива, који ми је тада једино и било могуће прегледати. У том Регистру пише, да је једну пресуду од 3.VI 1761. године писао Вукале Станишић, а како су народне пресуде први потписивали гувернадури, веровао сам да тај Вукале може бити гувернадур из Дипломе гувернадура Јована од 20. августа 1770. године.“ Иначе, и Лука Радоњић (Лука Сава Перова Вуколајева) пише о Вуколају I, као човеку који, ни као ни гувернадур „иза њега“ Јован Радоњић, није штедио себе, већ је вазда био спреман својом крвљу „посведочити љубав к родној земљи и приврженост покровитељици Русији.“
- Најзад и у овом веку, Милош Кривокапић у свом делу „Рефлекс полугласника и јата у писмима сердара и гувернадура Радоњића“ наводи истраживање говора т.ј. изворног староцрногорског језика из писама сва четири гувернадура “...у писмима гувернадура Станише, Вукала, Јована и Вуколаја...”